# 비르기트 피셔
비르기트 피셔(독일어: Birgit Fischer, 1962년 2월 25일생)는 독일의 카약 선수이다. 여섯 차례 올림픽에 참가하여 8개의 금메달을 받았다. 두 번은 동독 대표로, 네 번은 통일 독일 대표로 참가했다. 1988년과 2000년 대회 이후에 은퇴를 선언했으나, 다음 대회에서 되돌아왔다. 올림픽 카누 금메달리스트 중 최연소와 최연장 기록(18세와 42세)을 가지고 있다.

## 같이 보기
- 올림픽 다관왕 목록